# Notre-Dame-des-Millières
Notre-Dame-des-Millières – miejscowość i gmina we Francji, w regionie Owernia-Rodan-Alpy, w departamencie Sabaudia.
Według danych na rok 1990 gminę zamieszkiwało 759 osób, a gęstość zaludnienia wynosiła 73 osób/km² (wśród 2880 gmin regionu Rodan-Alpy Notre-Dame-des-Millières plasuje się na 937. miejscu pod względem liczby ludności, natomiast pod względem powierzchni na miejscu 1092.).